# Plaquemines Parish
Plaquemines Parish (franska: Paroisse de Plaquemines) är ett administrativt område, parish, i delstaten Louisiana, USA. År 2010 hade området 23 042 invånare. Den administrativa huvudorten är Pointe à la Hache.

## Geografi
Enligt United States Census Bureau har countyt en total area på 6 290 km². 2 290 av den arean är land och 4 102 km² är vatten.

### Angränsande områden
- Orleans Parish - norr
- Saint Bernard Parish - nordost
- Jefferson Parish - väster

### Orter
- Belle Chasse
- Boothville
- Buras
- Empire
- Pointe à la Hache (huvudort)
- Port Sulphur
- Triumph
- Venice